# Joan Maria Pujals i Vallvé
Joan Maria Pujals i Vallvé (Vila-seca, 24 de juny de 1957) és un polític català, conseller de la Generalitat de Catalunya i diputat al Parlament de Catalunya en la IV, V i VI legislatures.

## Biografia
És llicenciat en Filologia Catalana per la Universitat de Barcelona, diplomat en Alta Direcció d'Empreses per IESE i Tècnic Superior d'Administració Pública. Ha estat vicesecretari de l'Associació Internacional de Llengua i Literatura Catalanes (AILLC). Ha presidit el Comitè Organitzador del VII Col·loqui Internacional de Llengua i Literatura Catalanes (1982-1985). Fou Assessor del grup Brau-teatre (1979-1982), que obtingué els Premis de la Crítica Serra d'Or i Fundació Stanislavski, de Dinamarca.
Militant de Convergència Democràtica de Catalunya, a les eleccions municipals espanyoles de 1983 fou elegit alcalde de Vila-seca i Salou, càrrec que va ocupar fins a les eleccions municipals espanyoles de 1991, quan fou escollit alcalde de Vila-seca, càrrec que va ocupar fins a gener de 1993.
Durant el seu mandat com a alcalde va impulsar el desenvolupament turístic a la zona, gràcies sobretot a la creació de Port Aventura. De 1988 a 1992 fou president de la Diputació de Tarragona.
Fou elegit diputat a les eleccions al Parlament de Catalunya de 1992, 1995 i 1999. El 1992 va ser nomenat Conseller d'Educació de la Generalitat de Catalunya. Durant el seu mandat es van aprovar els Criteris i Mesures per a la Implantació de la Reforma Educativa (1994), el Mapa Escolar de Catalunya, el Pla Plurianual d'Inversions 1995-2000, l'Acord Sindical (1995), el primer Conveni amb l'Ajuntament de Barcelona (1995) i l'Acord Social (1996). Fou el responsable de la implantació del model lingüístic al sistema educatiu de Catalunya que fou sancionat favorablement pel Tribunal Constitucional d'Espanya.
El 1996 deixà la conselleria d'Educació i fou nomenat Conseller de Cultura (amb les Secretaries Generals d'Esports i de Joventut). Des del nou càrrec impulsà l'aprovació de la Llei de Política Lingüística (1998), amb el vot favorable del 80% dels diputats del Parlament de Catalunya, i també la Llei de suport a les seleccions catalanes (1999). En la seva etapa es va aprovar el Pla Director d'Instal·lacions i Equipaments Esportius de Catalunya i es van inaugurar, entre d'altres, el Gran Teatre del Liceu, el Teatre Nacional de Catalunya i l'Auditori de Barcelona. Deixà la conselleria el 1999 després de perdre el pols amb les distribuïdores cinematogràfiques arran de la Llei del Cinema.
El gener de 2002 renuncià al seu escó i abandonà l'activitat política. De 2002 a 2004 fou nomenat director de l'Institut Ramon Llull, consorci creat pels governs català i balear amb suport del Ministeri d'Afers Exteriors d'Espanya per a fomentar la projecció exterior de la llengua i la cultura catalanes.
Des de 2004 s'ha dedicat al sector privat, creant les empreses Óndisor, Impulsa, Grupo Ortiz i altres. Una d'elles, Sacresa, es va veure involucrada en un frau immobiliari de 30 milions d'euros al Consell Insular de Mallorca en el que fou jutjada Maria Antònia Munar. Joan Maria Pujals, però, en fou exculpat.

## Obres
Ha publicat articles a La Vanguardia, Avui, El Periódico, El País, ABC, Revista de Catalunya, Serra d'Or i altres. En 2002 va rebre el Premi Prat de la Riba d'articles periodístics.
- Estudi sobre Vila-seca i Salou (1978)
- L'Ateneu Pi i Margall (1979)
- Sant Bernat Calbó i el seu temps (1980)
- De bat a bat (1991)
- La lluna de Nisan (1994)
- Paisatges de Tarragona. Costa Daurada (1995).
- Edició crítica i pròleg de Llocs i Focs de Ramon Muntanyola (1982)
- Edició crítica de Versos de la guerra i de l'exili, d'Artur Bladé i Desumvila,
- Edició crítica de Poesia Completa, de Ramon Xirau
- Les lluites pel port de Salou (1983)
- Actes del VII Col·loqui Internacional de Llengua i Literatura Catalanes (1986).